# 歐西德莫斯一世
歐西德莫斯一世（神）（約前260年－前200年或前195年間），他大約在前225年時起兵叛變推翻狄奧多特二世成為希臘-巴克特里亞王國國王，開創了歐西德莫斯王朝。古希臘歷史學家波利比烏斯曾提到歐西德莫斯一世與其子德米特里歷經前209年到前206年三年的戰爭，成功抵禦塞琉古帝國安條克三世的入侵，最終迫使安條克承認歐西德莫斯國王的地位，也承認巴克特里亞從帝國中實質分離。歐西德莫斯任內歷經內戰和塞琉古軍隊入侵，對於游牧民族入侵自顧不暇，因此北方索格底亞那北部含撒马尔罕的地區域落入游牧的塞迦人手中，王國僅能保住鐵門關（Darbent）以南的地區，歐西德莫斯並在那裡修築一系列防禦堡壘和長牆。

## 生平
斯特拉波和波利比烏斯的記載中曾提到，歐西德莫斯是馬格尼西亞出身的希臘人。但不確是哪一座馬格尼西亞，可能是愛奧尼亞邁安德河畔馬格尼西亞（Magnesia on the Maeander）或是呂底亞的西皮洛斯山腳的馬格尼西亞（Magnesia ad Sipylum）。近代學者塔恩（W. W. Tarn）猜想他是狄奧多特二世的總督，可能娶了狄奧多特一世的女兒為妻，因國內希臘人不滿狄奧多特二世親安息的外交政策，在歐西德莫斯帶領下發動反叛，最後成功殺掉狄奧多特二世，篡位成為巴克特里亞國王 。然而，這猜想缺乏許多證據來支持，我們只能確定歐西德莫斯最後並殺掉某位狄奧多特一世後裔後，篡了王位。

### 塞琉古大軍入侵

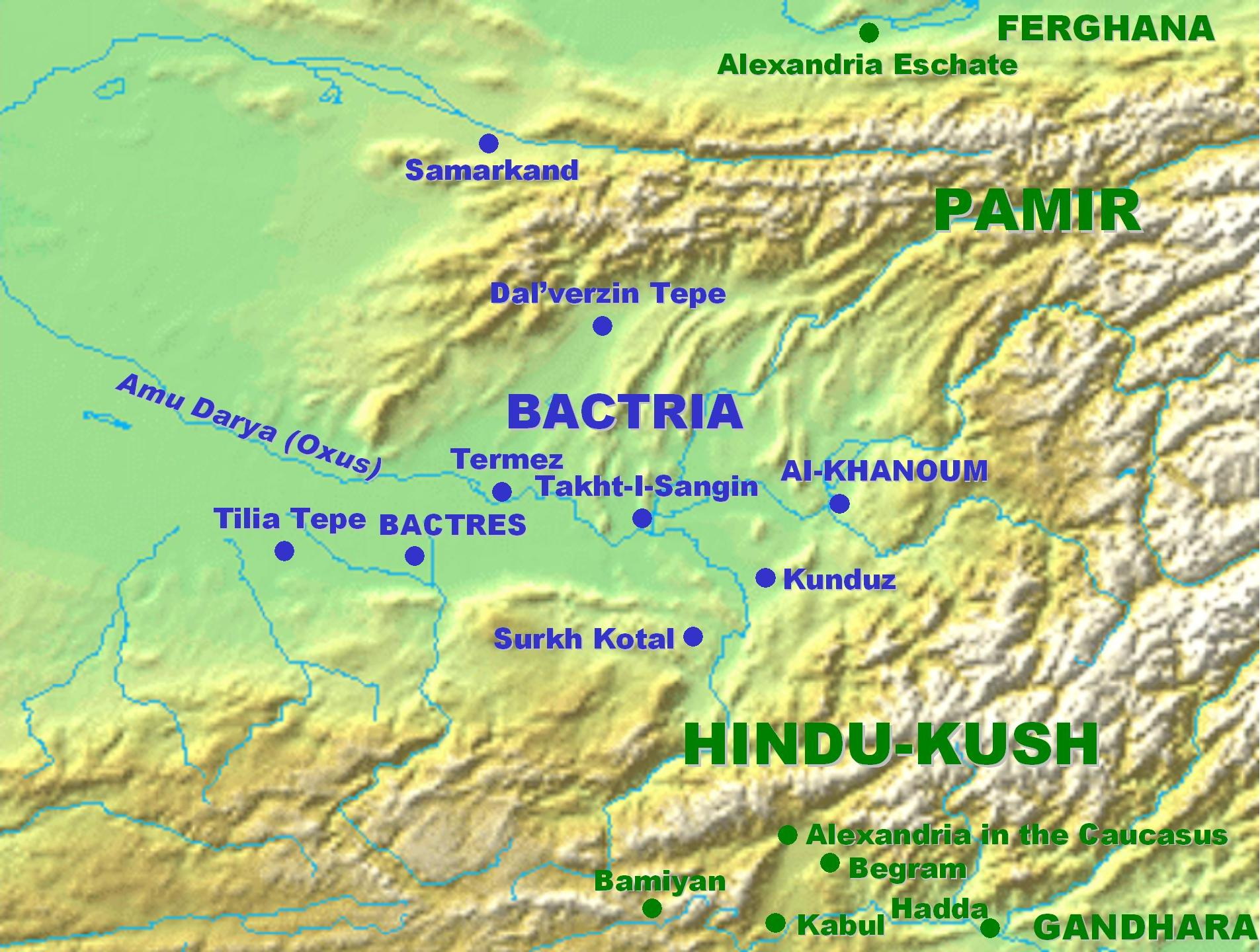
希臘化時代巴克特里亞王國大致範圍

對於歐西德莫斯的統治期間描述很少，直到公元前208年時，巴克特里亞遭受塞琉古國王安條克三世率軍攻擊。儘管歐西德莫斯大軍中擁有一萬騎兵，還是輸掉阿利烏河戰役（今日的哈里河），並迫使他撤退回首都巴克特拉。在巴克特拉圍城戰成功抵抗三年後，安條克三世無奈下只得接受歐西德莫斯一世的停戰提議，前206年安條克三世與巴克特里亞停戰並承認它的王國地位，但巴克特里亞須與安息一樣向塞琉古納貢，安條克三世還準備把女兒嫁給歐西德莫斯一世的兒子德米特里，而歐西德莫斯需提供安條克印度戰象。
|                       | 關於歐西德莫斯他是出身馬格尼西亞的本地人，現在他在提里阿斯（Teleas）面前為自己辯護，說安條克沒有理由把他的王國剝奪，因為反叛國王的不是他，是其他人背叛後，反而是他把那些背叛者的後裔消滅才取得巴克特里亞王位....最後歐西德莫斯派他的兒子德米特里去簽訂和約，安條克招待這位年輕人，並大力讚賞他的外表、談吐和儀態值得配上王家的尊榮，安條克先許諾會把其中一個女兒嫁給他，之後才認可他父親的王位。 |
| ——波利比烏斯 11.34, 2 | |

古希臘歷史學家波利比烏斯也提到歐西德莫斯向安條克求和，並說他剿滅反叛帝國的狄奧多特一世後代，並提到雙方繼續爭鬥下去中亞的游牧民族會入侵巴克特里亞，對雙方都沒有好處。最終這場持續三年的戰爭完結，塞琉古帝國獲得名義上的宗主權後安條克率軍離開。戰後歐西德莫斯致力於恢復國力，使國家恢復得很快，歐西德莫斯可能在前200年到前195年之間某年去世後，而繼位的德米特里一世隨後開始大規模印度征服行動。

### 面臨游牧民族威脅
古希臘歷史學家波利比烏斯提到在跟安條克三世和談協商時，歐西德莫斯述說當時收到中亞游牧民族大股犯境的威脅。
|                       | 假如安條克不同意我的乞求的話，你我雙方之間將不會平安無事，已經可以預見游牧民族將大股逼近，不僅是我們雙方都將陷入危險，如果讓他們進入國境內，甚至整個文明都陷入野蠻之中。 |
| ——波利比烏斯 11.34, 2 | |

考古證據顯示在歐西德莫斯統治期間，可以發現王國北境於今日烏茲別克蘇爾漢地區興建防禦性堡壘群，尤其在吉薩爾山脈和科伊騰達格山脈（Köýtendag）一帶。原本塞琉古統治時期建立的烏尊達拉（Köýtendag）要塞在這個時候進行擴建，且當地發現大量歐西德莫斯的銅幣，同時也發現數百的箭簇，推測當地曾經發生激烈的戰鬥。錢幣的發現也說明當時是歐西德莫斯時期首度興建鐵門關長牆防禦要塞，這道長1.6-1.7公里、配有塔樓的石牆與中間核心關隘設施組成一套防禦系統。學者Landislav Stančo一開始假設鐵門關隘設施是因應游牧民族威脅而建，然而他發現鐵門關關隘設施似乎不是為了防止西北方的敵人攻擊，而是防禦東南方的方向，大量發現的箭簇是從東南方而來，因此學者Landislav Stančo認為一開始歐西德莫斯篡位起兵前的的根據地是索格底亞那撒马尔罕地區，當時此地希臘人尚未丟失，興建鐵門關隘是防禦巴克特里亞的狄奧多特王朝。

### 庫洛布石刻

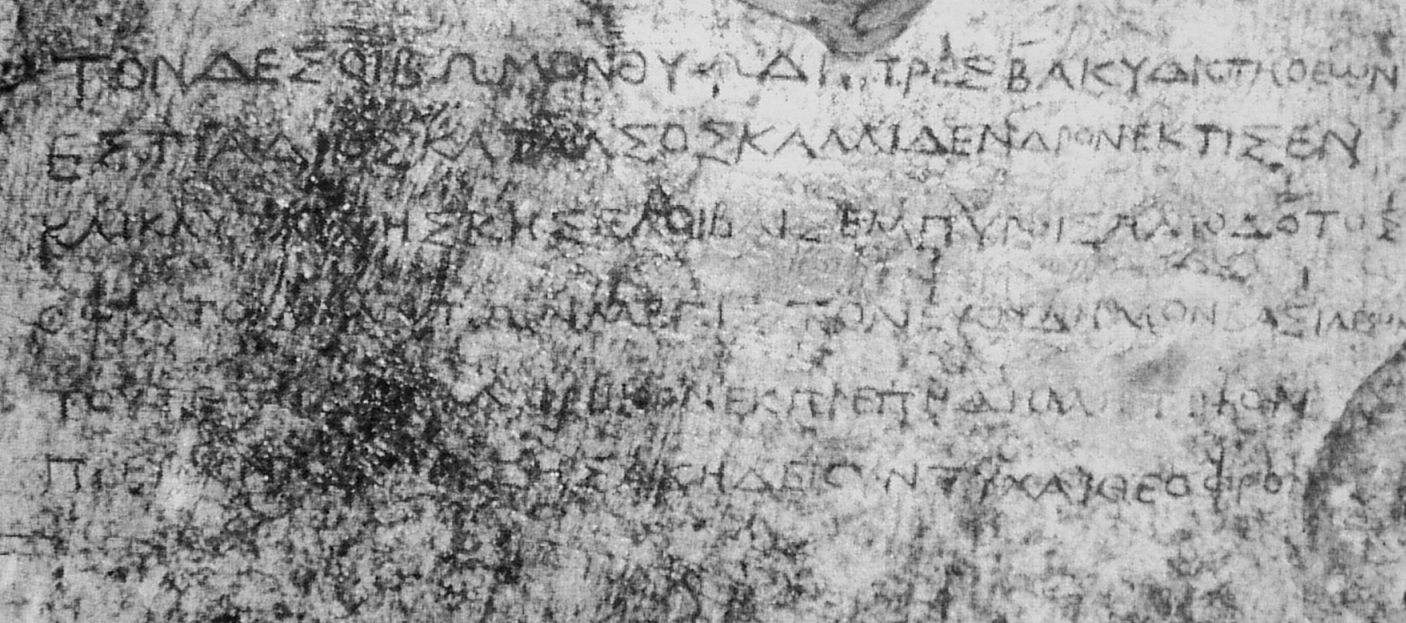
庫洛布石刻的一部分

在巴克里亞亞王國北部，今日塔吉克庫洛布地區發現一塊石刻文，年代斷定為前200年-前195年間，提到一位希臘人名叫赫利多托斯（Heliodotos）供奉一座祭壇獻給赫斯提亞女神，並提到王中最偉大之王歐西德莫斯和他的兒子德米特里。
|              | 在宙斯的樹林中，在美麗樹木伴隨下，赫利多托斯建立這座馥郁的祭壇，獻給諸神中最尊榮的赫斯提亞您，他奉上奠酒和祭品，如此諸王中最偉大的歐西德莫斯和他常勝且傑出的兒子德米特里可以遠離病痛，並獲得命運之神堤喀和神念的幫助。 |
| ——庫洛布石刻 | |

這篇禱辭中提到歐西德莫斯和其子德米特里一同被提起，且德米特里被稱呼為「常勝」，可能指德米特里是王子時就已經戰功赫赫，或是他在抵抗塞琉古軍隊時立下大功。且與文獻中之前提到波利比烏斯的記載，顯示德米特里在歐西德莫斯在位期間就身任要職。

## 錢幣

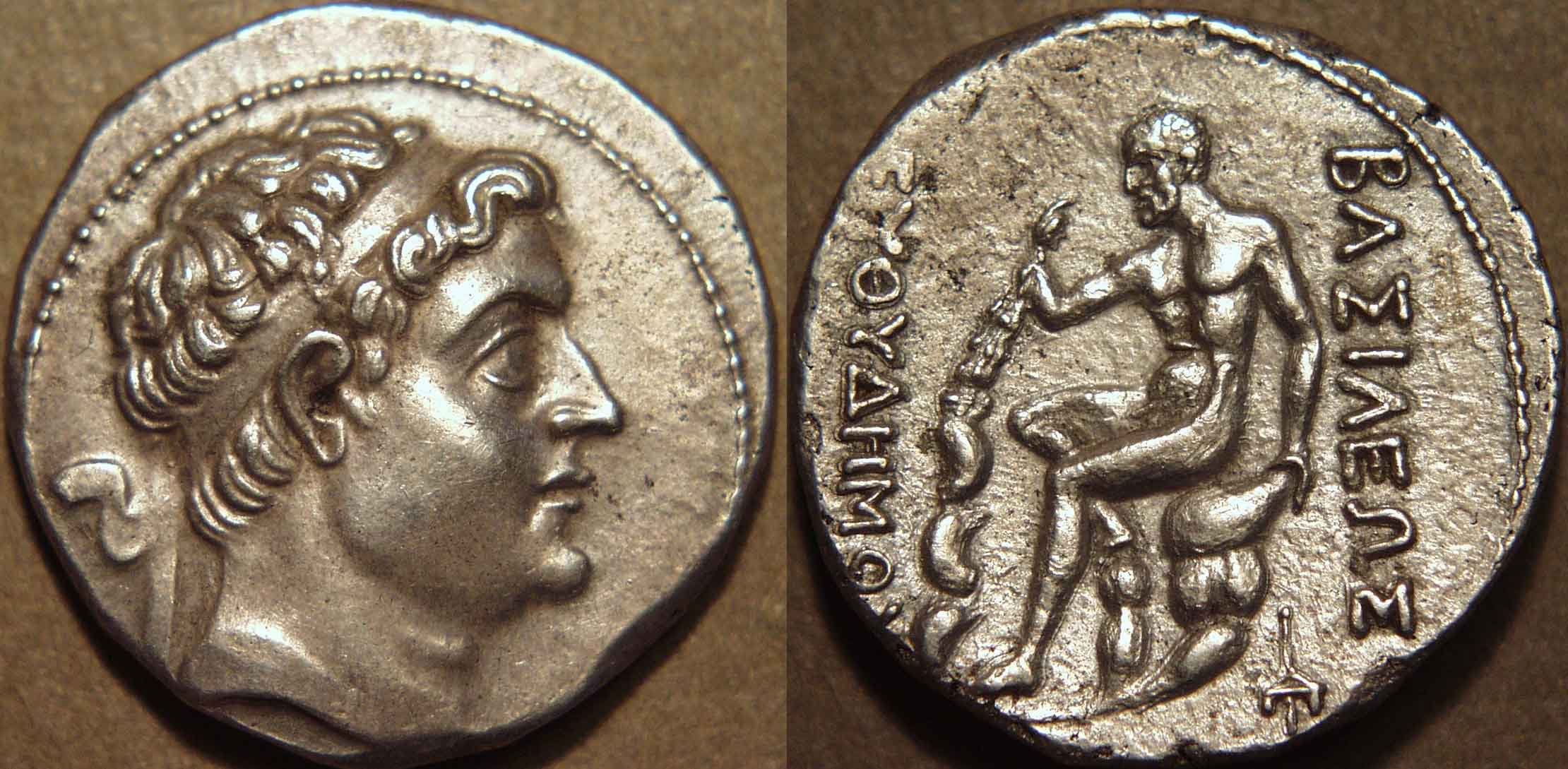
歐西德莫斯一世的錢幣，年輕肖像（樣式1）.

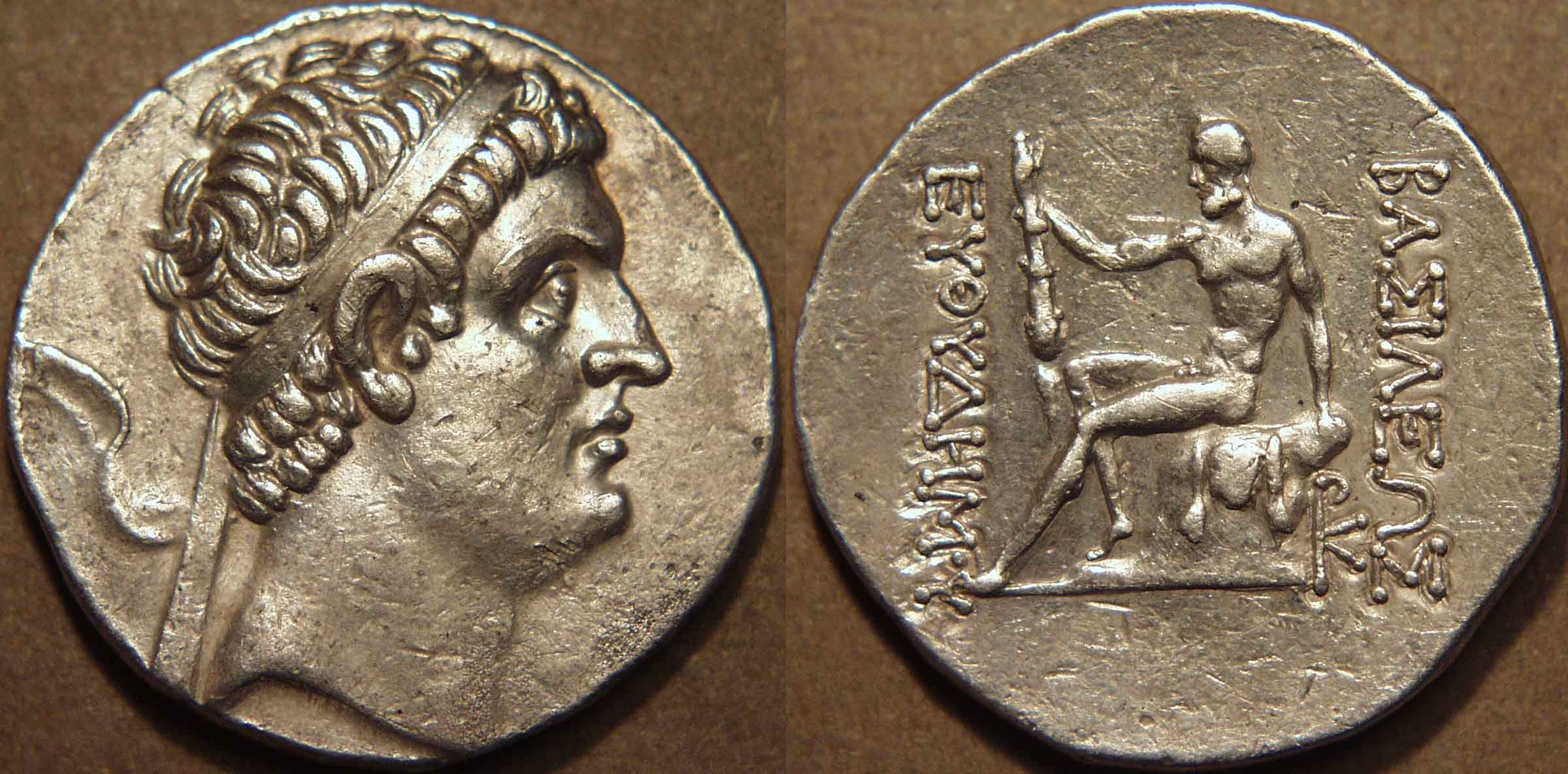
歐西德莫斯一世的錢幣，中年肖像（樣式3）.

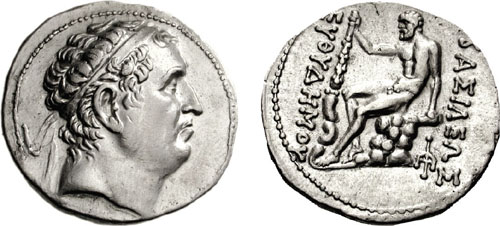
歐西德莫斯一世的錢幣，老年肖像（樣式4）.

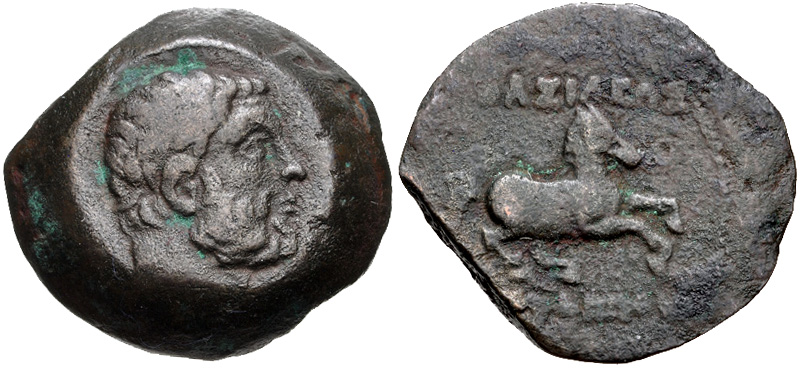
歐西德莫斯一世的銅幣

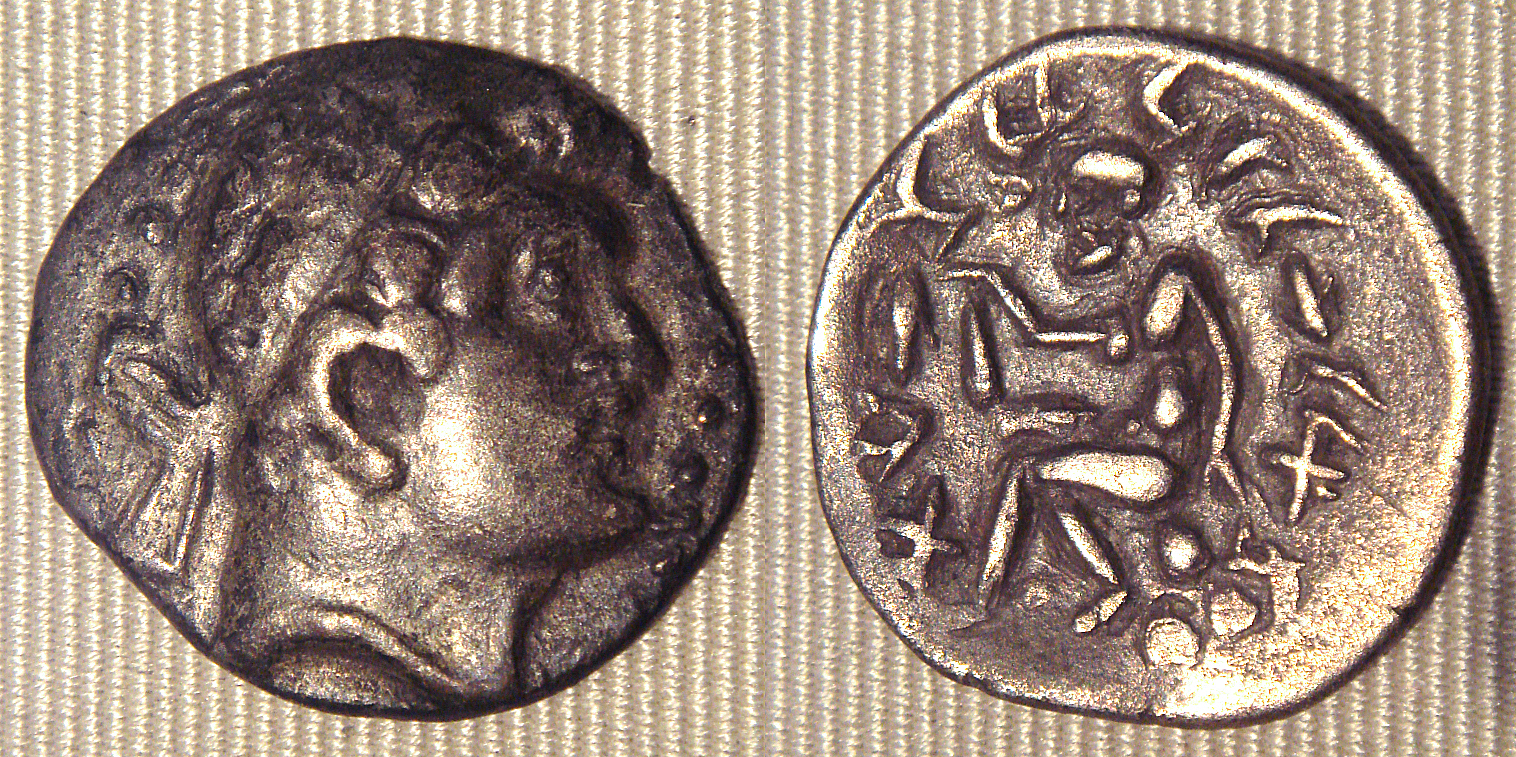
蠻族在索格底亞那北部發行的「仿版歐西德莫斯」銅幣.

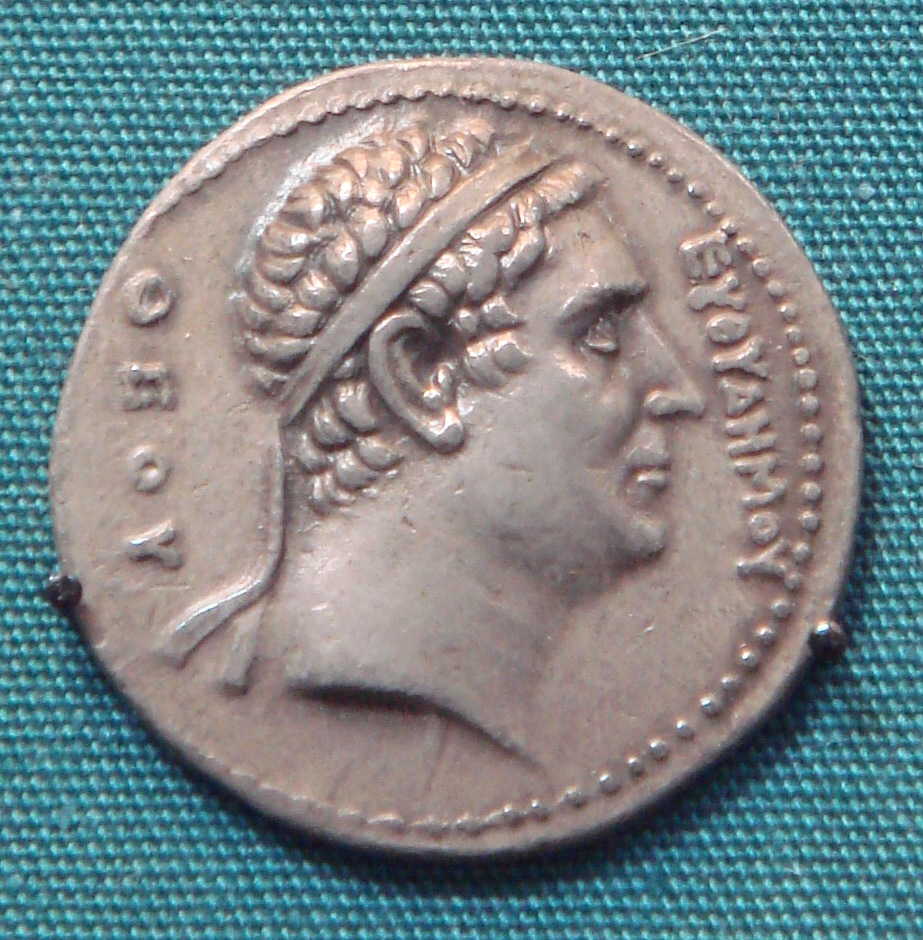
錢幣上以希臘文寫著ΕΥΘΥΔΗΜΟΥ ΘΕΟΥ，即「歐西德莫斯·神」，表示歐西德莫斯一世以「神」作為稱號。（此錢幣為巴克特里亞後期君主阿加托克利斯所發行有關世系的錢幣。）

如同狄奧多特二世時期，到了歐西德莫斯一世時巴克特里亞只有兩座制幣廠，分別為「制幣廠A」和「制幣廠B」，並發行許多金、銀、銅三種錢幣。歐西德莫斯的發行量很大，其他後繼的巴克特里亞國王發行量沒有他多。他任內有發行金幣面額，但之後一段時間內的巴克特里亞國王不再發行金幣，直到後來的歐克拉提德一世任內才重新打造。歐西德莫斯的金幣和銀幣都是按造阿提卡本位，一枚四德拉克馬大約是16.13克重。這些錢幣都有相似的設計樣式，正面是他的側面特寫，有著捲曲的頭髮，乾淨無鬍子的臉頰，頭戴王權頭帶（diadem），這是典型的希臘化時代國王造型，這形象最初是由亞歷山大大帝開創。錢幣反面是希臘神話中裸體的海克力斯坐在一個石頭上，手倚著他的大棍棒立在石頭旁邊，靠近他的膝蓋。錢幣上頭有希臘銘文為古希臘語： – 即「國王歐西德莫斯的」之義。歐西德莫斯錢幣反面與塞琉古帝國在小亞細亞的錢幣背面風格很相似，可能歐西德莫斯的家鄉馬格尼西亞位於小亞細亞的有關。在巴克特里亞，海克力斯很明顯是相當受歡迎的神祇，祂與亞歷山大大帝有關聯。而且歐西德莫斯的海格力斯樣式的錢幣，之後的巴克特里亞國王如德米特里一世和歐西德莫斯二世都繼續使用這設計。
歐西德莫斯一世的錢幣正面可以歸納出四種不同版本的肖像，反應出模具雕刻的不同。第一種是「理想化」的年輕肖像，他有非常大的的眼睛，有著拱狀的眉毛，高聳尖挺的鼻子，頭上的王權頭帶相當寬，整體而言外表與狄奧多特一世的錢幣相當類似。第二種肖像顯示歐西德莫斯的臉相當長且大，有著厚實的下巴，他的眼睛較小，且王權頭帶較窄。第三種版本與第二種相似，但瀏海的頭髮捲成半圓形。最後是第四種肖像版本，歐西德莫斯被刻成一位明顯的老年人，有著很大的下巴，他的頭髮與王權頭帶之間的雕刻更顯的自然。第一種版本被認為是歐西德莫斯統治早期，第四種版本則被認為是統治晚期時發行，也因此這些錢幣經常來證明歐西德莫斯的統治時期很長，足以顯示一個人從年輕至老年。然而學者Simon Glenn前三種類型的年齡差異是高度個人主觀認知，非客觀事實，而且前三種某種程度上都帶有「理想化」要素，與第四種的寫實化不同，這反而代表歐西德莫斯的錢幣從「理想化」到「寫實化」的轉變，這種真實主義轉變造成希臘化國王肖像畫通常有著巨大差異，希臘國王的造幣通常以年輕、理想化的外表來顯示他們，不論他們的實際年齡如何。第四種肖像曾經在1894年被近代學者楊·席克斯（Jan Six）認為與托隆尼亞家族收藏（Torlonia Collection）中的一尊羅馬時期的石雕相似，因此認定該石雕是歐西德莫斯一世的雕像，被稱為「托隆尼亞·歐西德莫斯」，但後來被現代學者R. R. R.史密斯（R. R. R. Smith）認為這辨識是錯誤的，認為該石雕是一位羅馬共和國時期的一位將軍石雕。

### 錢幣生產的相對年代順序
如同狄奧多特二世時期的兩座制幣廠，歐西德莫斯一世繼位後繼續使用這兩座制幣廠和對應的錢幣花押和相關模具來把貴金屬錠製成貨幣。「制幣廠A」使用兩種壓花，其一是一個等邊三角形從頂點畫過一個垂直線平分，兩條較短的垂直線從三角形的兩角上垂下來之圖案，另一個花押是希臘字母Π中內含一個Α之圖案。「制幣廠B」使用的花押一開始有三種，用最久的是Ρ和Η組合的花押，後來這被Ρ和Κ組合的花押取代。過去曾被認為還有一個「制幣廠C」存在，現在這已經証明這被歸為「制幣廠B」範圍。學者Frank Holt和Brian Kritt認為「制幣廠B」應該坐落在巴克特里亞首府巴克特拉，其中Frank Holt認為「制幣廠A」坐落在阿伊-哈努姆古城遺址，Brian Kritt則認為「制幣廠A」靠近阿伊-哈努姆古城不遠，然而學者Simon Glenn強調「我們實際不知道這兩座制幣廠的準確位置」，不論制幣廠A是否真的在阿伊-哈努姆，這是目前無法確定的。
歐西德莫斯最早的錢幣使用第一種肖像版本，該錢幣的模軸（die axis）是六點鐘方向，即錢幣正面圖案頂部對著反面圖案底部，該錢幣被分成「群組I」。在制幣廠A中「群組I」（A1-A10），銀幣有四德拉克馬、德拉克馬、半德拉克馬等面額，它們分別使用兩種壓花，並附上ΤΙ、ΑΝ、Α或Ν等額外字母，甚至有未附上花押的版本，這些額外字母可能代表用特別批次的銀錠來制幣。該系列在發行到中途時，制幣廠A把模軸方向調整到12點鐘，即錢幣正面圖案頂部對著反面圖案頂部，並繼續生產「群組I」錢幣。在制幣廠B生產的「群組I」中，曾發行過約8.27克的斯塔特金幣和一些少量四德拉克馬銀和德拉克馬銀幣，三種花押都有被使用過。一些斯塔特金幣的模具跟狄奧多特時期的「安條克式」金幣模具有些關聯，這位安條克可能是塞琉古帝國安條克二世、或是在歐西德莫斯一世之前存在一位巴克特里亞國王安條克、或是這些關聯是現代假幣造成的誤讀。制幣廠B中，「群組I」後續為「群組II」（CR1-CR3）的錢幣，它由斯塔特金幣和四德拉克馬銀銀幣組成，錢幣正面使用第一種肖像版本，但與第三種肖像版本有點相似，該批錢幣花押為Η與三角型之組合圖案。
之後歐西德莫斯開始發行第二種肖像版本的錢幣。制幣廠A這段期間生產「群組II」（A11-A14），該系列只有四德拉克馬銀幣，都是三角形垂直線對分的圖形花押，有時候伴隨Ν或Α符號。在制幣廠B該系列錢幣被分成「群組III」（CR4），有斯塔特金幣和四德拉克馬銀幣之面額，花押含Ρ、Η、Α等符號。接著制幣廠B該發行「群組IV」（B13），並首度把模軸調整到12點鐘方向，該系列面額僅有四德拉克馬銀幣且全部都帶有ΡΚ字母的花押，而且這也是制幣廠B中發行量最大的歐西德莫斯錢幣。後來第三種肖像之錢幣僅在制幣廠B生產，被歸為「群組V」（B14-B15），它包含四德拉克馬銀和德拉克馬銀幣。
接著，制幣廠A開始引進第四種肖像版本的錢幣，即「群組III」（A16-A17），其中有一枚八德拉克馬金幣（A15）且背面是制幣廠B的「群組V」樣式，現世僅一枚，重量32.73克，這枚金幣通常被連接到安條克三世圍攻巴克特拉時的末期，即前206年時。在制幣廠A的「群組III」錢幣發行規模比之前少，是制幣廠A在歐西德莫斯時期的最後一款錢幣。制幣廠B引進第四種肖像版本的錢幣為「群組VI」和「群組VII」（B17）。

### 銅幣
除了貴金屬貨幣外歐西德莫斯也生產銅幣，他的銅幣幾乎正面頭像都是大鬍子男性，可能是海克力斯。錢幣反面是一匹駿馬，配上希臘銘文古希臘語： – 即「國王歐西德莫斯的」之義。早期的錢幣使用較厚的幣胚，如同有著狄奧多特類似的斜角邊，且錢幣沒有花押。這些錢幣有四個不同的面額，被現代學者們分成「雙份」（5.26-11.82克）、「單份」（2.95-5.07克）、「半份」（1.47-2.28克）、「四分之一份」（0.76-0.79克），一些「四分之一份」銅幣反面不用常規的設計，而是為馬頭或三叉戟樣式。歐西德莫斯晚期的錢幣使用較薄的幣胚，這類銅幣發行「雙份」、「單份」、「半份」面額。多數他們沒有錢幣花押，但一些帶有ΡΚ的符號，對應制幣廠B發行的群組IV-VII。另外有一些背面為一支三叉戟和船錨，帶有ΔΙ和Ε的符號。船錨是塞琉古王朝的主要象徵物，且ΔΙ的花押也曾經在塞琉古帝國使用過，因此學者Frank Holt推測這可能是紀念歐西德莫斯與安條克三世在前206年所簽的和約。學者Simon Glenn對這個推論表達懷疑，因船錨和其他符號都是常見的記號，但他仍保留船錨是與安條克三世有關的可能性，可能安條克三世在巴克特里亞要求歐西德莫斯生產船錨銅幣。

### 死後發行的錢幣
在後期的巴克特里亞君主阿加托克利斯和安提瑪科斯一世就曾經發行一套「世系」的紀念錢幣，其中就有包含歐西德莫斯一世。這枚紀念幣中歐西德莫斯一世 被冠上「神」的王家稱號，不清楚是生前就這樣使用還是死後被阿加托克利斯追諡。另外，歐西德莫斯一世的錢幣曾在索格底亞那北方被仿製，因為粗製濫造且技術不佳，被認為是游牧民族之蠻族仿製。學者Lyonnet則認為這批被仿製的錢幣並不是游牧民族所為，而是巴克特里亞王國被大月支攻陷後，其希臘居民四處逃逸，有部分人逃至索格底亞那後，因需求而仿製歐西德莫斯的錢幣。

## 托隆尼亞·歐西德莫斯半身像

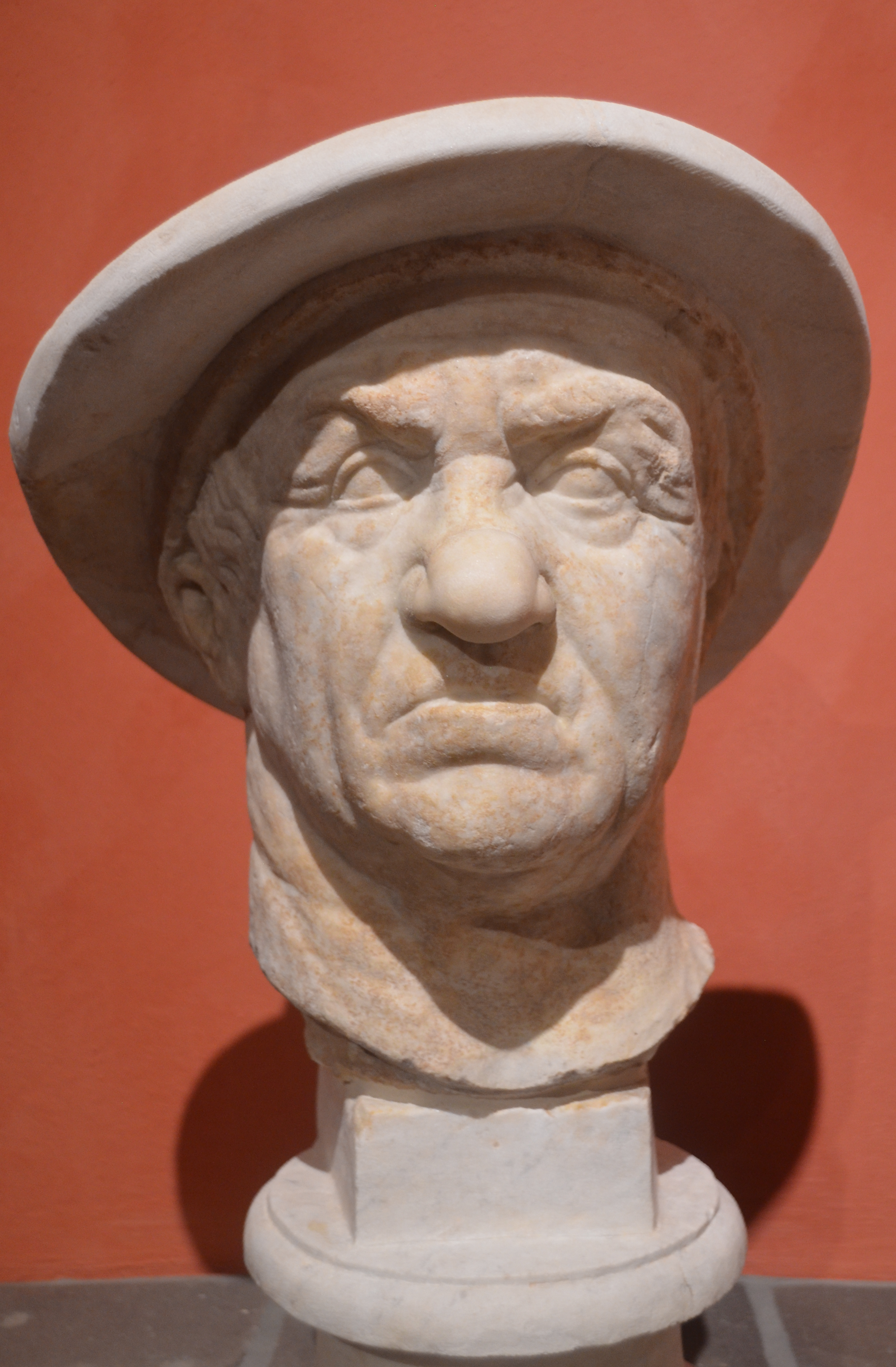
被稱之為托隆尼亞·歐西德莫斯雕像，羅馬托隆尼亞家族收藏.

今日羅馬托隆尼亞家族收藏（Torlonia Collection）中被稱「托隆尼亞·歐西德莫斯」半身像，原本屬於阿爾巴尼別墅的收藏，故又稱為「阿爾巴尼·歐西德莫斯」像（Albani Euthydemus），它曾被為是巴克特里亞國王歐西德莫斯一世，因為它與錢幣雕像很像。但這看法目前已被駁斥，這雕像不像希臘化時期而是更像羅馬共和國時期，而且半身像頭戴寬扁帽也不是考西亞帽，這雕像現今認為是一世紀羅馬共和國將領或屬國統治者。

## 腳注
1. 1 2  Glenn 2020，第6, 41-42頁.
2. ↑  Stančo 2021，第262-265頁.
3. ↑  Strabo, Geography 11.11.1
4. 1 2 3  .   [2022-02-03]. （原始内容存档于2008-04-20）.
5. ↑  Tarn, William Woodthorpe. . Cambridge University Press. 2010-06-24: 74  [2022-02-03]. ISBN 978-1-108-00941-6. （原始内容存档于2022-05-25） （英语）.
6. ↑  Tarn, William Woodthorpe. . Cambridge University Press. 2010-06-24: 73  [2022-02-03]. ISBN 9781108009416. （原始内容存档于2022-02-01） （英语）.
7. ↑  Polybius. .   [2022-02-03]. （原始内容存档于2022-02-17）. adding to his own the elephants belonging to Euthydemus.
8. ↑  Stančo 2021，第262-264頁.
9. ↑  Stančo 2021，第264-265頁.
10. ↑  Stančo 2021，第265-266頁.
11. ↑  Bopearachchi 2007，第48頁.
12. 1 2  Glenn 2020，第8頁.
13. ↑  .   [2022-02-04]. （原始内容存档于2021-02-07）.
14. 1 2  Bopearachchi 2011，第47頁.
15. 1 2  Glenn 2020，第32-34頁.
16. ↑  Glenn 2020，第41-42頁.
17. 1 2 3  Kritt 2001，第75頁.
18. 1 2 3 4  Glenn 2020，第32-34, 71-72頁.
19. ↑  Smith 1988，Appendix 4.
20. ↑  Glenn 2020，第72-75頁.
21. ↑  Glenn 2020，第76-80頁.
22. ↑  Kritt 2015，第56頁.
23. 1 2  Glenn 2020，第78頁.
24. 1 2  Holt 1999，第132頁.
25. ↑  Kritt 2001，第66, 135頁.
26. ↑  Glenn 2020，第80-81頁.
27. 1 2  Glenn 2020，第73-74頁.
28. ↑  Glenn 2020，第74頁.
29. ↑  Glenn 2020，第76-78頁.
30. 1 2  Glenn 2020，第76頁.
31. ↑  Glenn 2020，第74-75頁.
32. ↑  Glenn 2020，第79頁.
33. ↑  Holt 1999，第131頁.
34. ↑  Kritt 2001.
35. ↑  Glenn 2020，第75頁.
36. ↑  Glenn 2020，第80頁.
37. 1 2  Glenn 2020，第83–84頁.
38. ↑  Glenn 2020，第137 & 156-158頁.
39. ↑  Lyonnet 2021，第324-326頁.
40. 1 2 3  Bopearachchi, Osmund. . Bulletin of the Asia Institute. 1998, 12: 27  [2022-02-06]. ISSN 0890-4464. （原始内容存档于2022-05-23）.
41. 1 2  Lerner 1999，第53頁.
42. ↑  Bivar, A.D.H. . iranicaonline.org.   [2022-02-06]. （原始内容存档于2020-05-26）.